# Valencia (Santa Clarita)
Valencia ist ein Stadtteil von Santa Clarita im US-Bundesstaat Kalifornien und liegt zwischen den San Gabriel Mountains und den Santa Susana Mountains etwa 55 Kilometer nördlich der Innenstadt von Los Angeles. Valencia gehört zum Los Angeles County und ist über die Interstate 5 an das Autobahnnetz von Los Angeles angeschlossen. In den 1960er Jahren wurde Valencia vom österreichischen Stadtplaner Victor Gruen im Auftrag der Newhall Land and Farming Company am Reißbrett entworfen. Heute leben etwa 50.000 Menschen in dem ständig wachsenden Ort, der auch in etwa 50.000 Arbeitsplätze bietet.
Der Stadtteil besteht aus einer Mischung von Apartmenthäusern, Bürogebäuden, Industriebetrieben, Einkaufszentren und vor allem Einfamilienhäusern. Valencia ist in unterschiedliche villages eingeteilt, fast jedes village hat seine eigenen Schulen, lokale Einkaufsmöglichkeiten und ein sogenanntes clubhouse mit einem Schwimmbad, Spielplätzen und Grillmöglichkeiten. Die einzelnen Wohngebiete sind innerhalb und untereinander mit sogenannten paseos (befestigten Fußwegen) verbunden. Dieses Fußgängernetz (40 Kilometer) ist nicht an das Straßennetz angelehnt, sondern führt durch landschaftliche Räume, Straßen werden durch Brücken überquert. Etwa 30 Prozent der Stadt sind Freiräume. Grundstücksbesitzer in Valencia bezahlen eine spezielle Abgabe, um die Pflege zu finanzieren.
Der Hauptteil der Bevölkerung gehört der weißen Mittelschicht an, die den Ort aufgrund der angesehenen öffentlichen Schulen und der geringen Kriminalitätsrate schätzt.
In Valencia gibt es zwei Hochschulen, das College of the Canyons und das California Institute of the Arts, sowie den Vergnügungspark Six Flags Magic Mountain.

## Söhne und Töchter
- Naya Rivera (1987–2020), Sängerin und Schauspielerin
- Marielle Jaffe (* 1989), Schauspielerin und Model
- Colton Herta (* 2000), Automobilrennfahrer